# Håndboldklubben 1937
Håndboldklubben 1937 (H 37) var en håndboldklub fra København, der eksisterede i perioden 1937-88.
H 37 blev stiftet den 13. april 1937 af brødrene Ejner og Henning Olsen, og den oprindelige spilledragt bestod af røde trøjer og blå bukser. Om sommeren blev der spillet udendørs håndbold i Ryparken og i Fælledparken, mens indendørs håndbold blev spillet i Idrætshuset og i Kastellets gymnastiksal.
I 1943 blev klubben splittet. En række medlemmer, herunder medstifteren Ejner Olsen, meldte sig ud og stiftede i stedet Østerbro Håndboldklub (ØH). I 1951 vendte ØH's medlemmer tilbage, idet de to foreninger besluttede at fusionere.
I 1988 fusionerede klubben med Boldklubben Borgerdyd under dannelse af Håndboldklubben BB/H 37, som året efter skiftede navn til Østerbro Håndboldklub (ØHK). I 1992 fusionerede ØHK med KH under dannelse af KH/ØHK.